# جمعية ميديولانوم للتربية البدنية
كانت جمعية ميديولانم للتربية البدنية، ناديًا رياضيًا مقره في ميلانو .
تأسست الجمعية في عام 1896 ، ويفترض أنها في 11 فبراير ، باسم جمعية ميديولانم للجمباز من قبل ألبيرتو ألبيرتي ، الذي كان أيضًا أول رئيس لها. حصلت على جائزة CONI Gold Star لجدارة الرياضة .

## مواسم الفريق
تاريخ جمعية التربية البدنية ميديولانم.
- 1898 - 15 مايو: تأسيس قسم كرة القدم في جمعية التربية البدنية ميديولانم
- 1900 - نصف نهائي ميدالية الملك.
- 1901 - يفوز ببطولة FGNI وربع نهائي ميدالية الملك. .
- 1902 - القضاء الأقاليمي الليغوري اللومباردي على البطولة الإيطالية. ونصف نهائي بطولة FGNI وربع نهائي ميدالية الملك.
- 1903 - لا توجد أنشطة ذات صلة.
- 1904 - تم تسجيلها في بطولة FGNI، وتقاعدت من البطولة وفي صيف عام 1904، توقف نشاط كرة القدم، وأغلق قسم كرة القدم وتم دمج العديد من اللاعبين في إتحاد ميلان الرياضي.